# Scooby-Doo! I giochi del mistero
Scooby-Doo - I giochi del mistero (Scooby-Doo! Spooky Games) è un episodio speciale in DVD della serie animata Scooby-Doo. Ad esso segue Scooby-Doo - In vacanza con il mostro.
Questi episodi speciali sono stati creati con l'utilizzo della tecnica d'animazione usata anche negli ultimi film in DVD della serie e sono stati distribuiti in occasione di eventi o temi specifici. In questo caso, l'episodio è stato rilasciato in concomitanza con le Olimpiadi di Londra 2012.

## Trama
La gang si trova a risolvere il mistero di una mascotte fantasma di un'università di stato. Durante la trappola ideata da Fred, in cui Scooby e Shaggy fanno da esca, la talent scout Diane è impressionata dalle abilità di corsa di quest'ultimo. È così che lo ingaggia per le Olimpiadi di Londra 2012, a correre professionalmente la staffetta per la squadra nazionale degli USA. La gang viaggia a Londra e qui fa la conoscenza di Steve Looker, saltatore con l'asta su cui gli occhi dell'opinione pubblica sono puntati. Infatti, il giornalista Jack Riggins, a carico delle interviste con gli atleti, fu una volta campione di salto con l'asta e si aspetta che Steve batta il suo record. Velma e Daphne si mostrano molto interessate nei confronti di Steve, facendo ingelosire Fred, il quale decide di provare a saltare con l'asta. Nel frattempo, Diane mostra alla gang la statua di Fortius, un atleta storico delle prime olimpiadi greche, pagata dal comitato olimpico per fare una buona impressione. Durante la loro serata di riposo, Shaggy e Scooby vengono attaccati dalla statua di Fortius che ha preso vita e distrugge il villaggio olimpico, minacciando gli atleti. Il giorno dopo, Diane rivela ai ragazzi di averli portati a Londra perché giravano voci che la statua fosse posseduta. Nel frattempo, Fred compete saltando con l'asta fortunata di Steve che si rompe proprio durante il salto. Velma nota che l'asta è stata tagliata di proposito ed incollata e si insospettisce della squadra russa. La gara viene interrotta da Fortius e Diane viene aggiunta alla lista di sospetti visto che non si trovava sul luogo del crimine. La sera stessa, la gang trova delle tracce e le segue fino a delle caverne dove trovano un veicolo sospetto ma vengono inseguiti dalla statua. Il giorno dopo, Shaggy viene travolto dall'ansia da prestazione, visto che la paura è l'unico fattore che riesce a farlo correre come un atleta olimpionico. Per questo, Scooby lo spaventa travestendosi da Fortius, ma la vera statua appare per interrompere le Olimpiadi. Il resto della gang riesce a catturarlo insieme agli atleti. Una volta smascherato, Jack Riggins rivela di aver minacciato e ostacolato le Olimpiadi per non permette a Steve di battere il suo record. I giochi continuano e Steve riesce a battere il record di Jack.

## Distribuzione
L'episodio è contenuto nel DVD Scooby-Doo! I Giochi del Mistero, rilasciato il 18 luglio 2012 in Italia insieme a 4 episodi della serie classica Hanna-Barbera, L'olimpiade della risata. Si tratta della prima volta in cui gli episodi vengono rilasciati in DVD e in America lo stesso DVD è stato distribuito con 8 episodi in più, il 17 luglio 2012.
La sigla degli episodi della serie L'olimpiade della risata contenuti nel DVD è stata ridoppiata, probabilmente per via dello smarrimento delle tracce originali.